# Альянц Ривьера
«Альянц Ривьера» (фр. Allianz Riviera) — мультиспортивный стадион в городе Ницца, Франция, домашняя арена футбольного клуба «Ницца». Стадион принимал матчи чемпионата Европы по футболу 2016. Во время международных матчей носит название «Стадион Ниццы» (фр. Stade de Nice).

## Предыстория
После неудачной реконструкции 2002 года стадиона «Стад дю Рей» возникла идея постройки в Ницце нового стадиона. Непосредственным поводом для начала строительства стадиона послужило утверждение Франции в качестве места проведения чемпионата Европы по футболу 2016 года
.
В результате проведённого международного конкурса строительство стадиона было поручено компании Wilmotte & Associés. Архитектором проекта стал Жан-Мишель Вильмотт.

## Особенности
Стадион располагается в долине реки Вар, в 12 километрах от центра Ниццы. Он расположен в сейсмоопасной зоне, и его возведение стало возможным благодаря несущей конструкции из дерева и металла с лучевой геометрией. «Альянц Ривьера» оборудована прозрачными фотоэлектрическими облицовочными панелями, которые позволяют обеспечить энергией 29 ночных мероприятий и 5 масштабных концертов в год. Также арена оснащена системой сбора дождевой воды и геотермальной системой охлаждения и отопления помещений.
Строительство арены стало частью комплексного плана развития прилегающей территории. Вблизи стадиона существует комплекс предприятий сферы услуг: магазинов, офисов ресторанов. К «Альянц Ривьере» подведены новые автострада и трамвайная линия.

## Использование
«Альянц Ривьера» является домашней ареной для футбольного клуба «Ницца». Первый футбольный матч здесь состоялся 22 сентября 2013 года, когда в рамках чемпионата Франции «Ницца» принимала «Валансьен»
.
На 1 июня 2014 года на стадионе запланировано проведение товарищеского матча сборных Франции и Парагвая
.
Также в сезоне 2013/2014 на стадионе проведёт 3 матча регбийный клуб «Тулон». 5 октября 2013 года и 3 мая 2014 года клуб принимает соперников по чемпионату Франции
, а 11 января 2014 года команда сыграла здесь с «Кардифф Блюз» в рамках группового турнира Кубка Хейнекен
.
Стадион пригоден для проведения концертов.
В ходе концерта вместимость стадиона (притом, что часть зрителей разместится на поле) может составлять более 44 тысяч человек
.
В 2014 году в здании «Альянц Ривьеры» открылся Национальный музей спорта. Коллекция музея перевезена из Парижа и составляет более 100000 предметов и документов, что сделает её одной из самых обширных в мире. В коллекции будут присутствовать и экспонаты XVI века.
На стадионе прошли 4 матча чемпионата Европы по футболу 2016 года, включая игру 1/8 финала, в которой сборная Исландии сенсационно обыграла команду Англии (2:1).